# Pegagan (Palimanan)
Pegagan is een bestuurslaag in het regentschap Cirebon van de provincie West-Java, Indonesië. Pegagan telt 9281 inwoners (volkstelling 2010).